# توسع الشريان التاجي

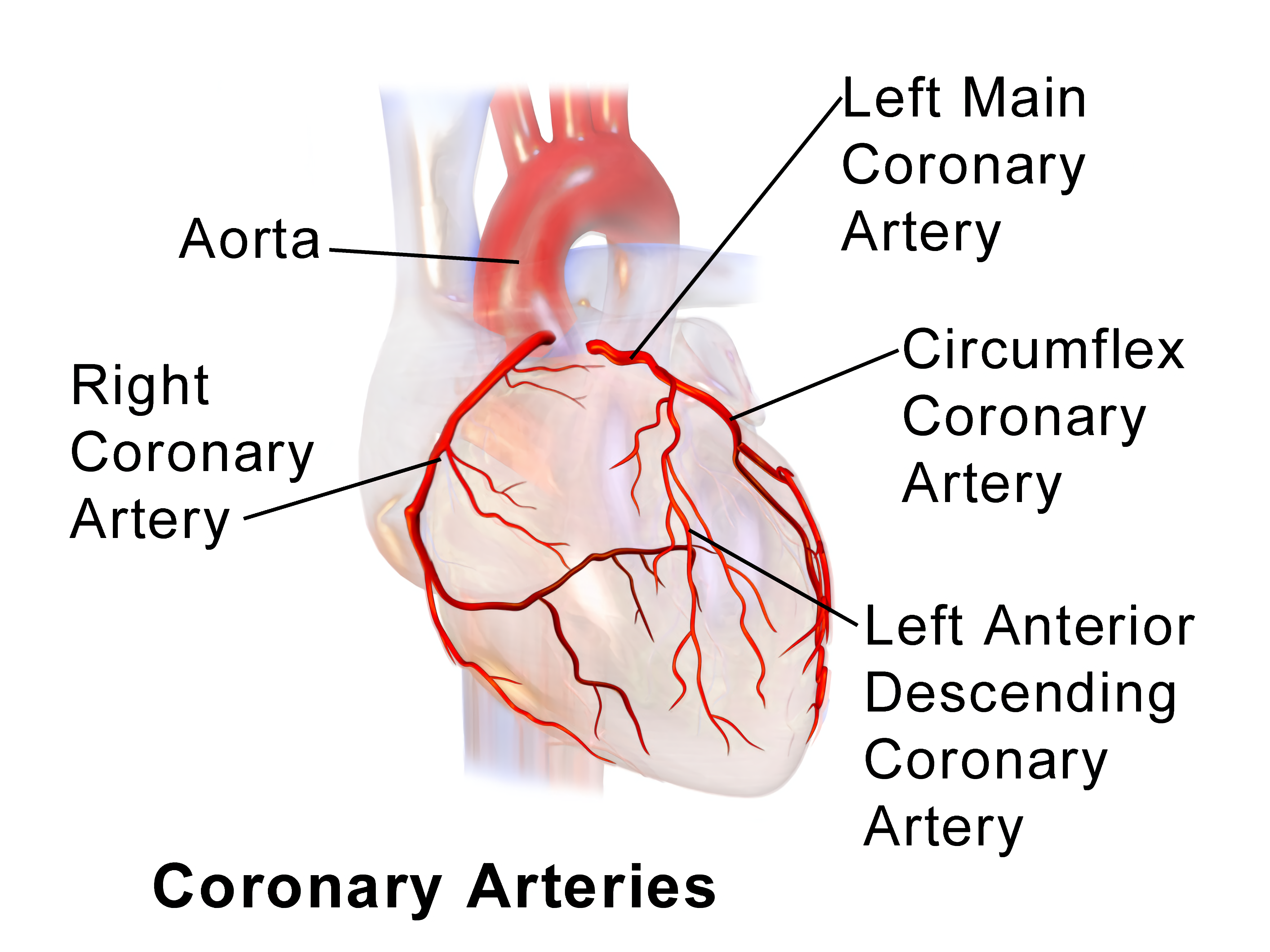
تتأثر الشرايين التاجية في هذه الحالة

توسع الشريان التاجي هو مرض نادر يصيب 3.0 إلى 9.4 % من الأشخاص  في أمريكا الشمالية ويتميز هذا المرض بتوسع الشريان التاجي إلى 5.1 مرات أو أكثر من قطره الطبيعي ولا يوجد اعراض لهذا المرض وعادة ما يمكن كشفه عندما يخضع المصاب لفحوصات طبية لحالات مرضيه أخرى كمرض القلب التاجي والذبحة الصدرية وغيرها من المتلازمات التاجية الأخرى ويحدث توسع الشريان التاجي أكثر بأربع مرات عند الرجال من النساء ولدى الأشخاص اللذين 
لديهم عوامل الخطورة للإصابة بأمراض القلب كالمدخنين  وبينما أن هذا المرض يعتبر شائع لدى المرضى الذين يعانون من مرض تصلب الشرايين ومرض الشريان التاجي، الا انه قد يحدث من تلقاء نفسه، وفي كلتا الحالتين يمكن ان يسبب مشاكل صحية كما يمكن أن يتسبب المرض في حرمان أنسجة القلب من الدم وموتها نتيجة لانخفاض تدفق الدم كما يمكن أن يسبب الانسداد بسبب جلطات الدم أو التشنجات في الاوعية الدموية وقد يتسبب هذا الاضطراب في تدفق الدم ضرر دائم للعضلات إذا ما طال حرمان القلب من الدم. يزيد مرض توسع الشريان التاجي من فرصة وجود أماكن ضعيفة كثيرة في الشرايين التاجية المصابة أو تمدد الاوعية الدموية التي يمكن ان تتمزق أو تؤدي إلى الوفاة ويمكن لهذا الضرر أن يسبب الذبحة الصدرية وهو ألم في الصدر حيث يعتبر شكوى شائعة لدى المرضى الذين يعانون من هذا المرض. 

## علم الامراض
يعتبر مرض توسع الشريان التاجي مرض شائع لدى المرضى الذين يعانون من امراض النسيج الضام والأمراض التي تؤدي إلى زيادة الاستجابة الالتهابية كمتلازمة مارفان وداء كاواساكي أو بمسمى اخر متلازمة العقدة اللمفية المخاطية الجلدية. يمكن أن يكون هذا المرض أيضا في المرضى الذين قد خضعوا لوضع الدعامة مما نتج عنه تمدد الاوعية الدموية ويتميز هذا المرض بزيادة الضغط على جدار الوعاء الدموي، رقة في جدران الشرايين مما يسبب توسعا تدريجيا وإعادة تشكيل الاوعية ويعتقد ان التوسع الدائم في الشريان يحدث بشكل أساسي بسبب الالتهاب أو قد يحدث بسبب مرض ما أو مواد كيميائية أو اجهاد الاوعية وينتج عن الاستجابة الالتهابية العديد من البروتينات المعدنية المصفوفة وبروتينات السيستين والبروتينات السينية التي تسبب توقف جزئي للأوعية وتضعفها. ستؤدي الاستجابة الالتهابية إلى تنشيط الصفائح الدموية مما يزيد من خطر الإصابة بتجلط الدم وسيزيد الخطر بسبب اضطراب تدفق الدم في الاوعية المتوسعة مما ينشط الصفائح الدموية ويكون الجلطات. يزداد الالتهاب بالأكسدة المرتفعة بينما ينخفض النشاط المضاد للأكسدة في حالة توسع الشريان التاجي وهذا الاختلال في التوازن يسبب الضرر للخلايا ويؤدي إلى موتها والذي يضعف الاوعية بشكل أكبر. يؤدي تنشيط الاستجابة الالتهابية إلى زيادة ملحوظة في البروتين المتفاعل-C والانترلوكين وعامل نخر الورم الفا وجزيئات الالتصاق الخلوي حيث يمكن استخدامها كعلامة تشخيصية.

## التشخيص
هنالك العديد من أدوات التشخيص المتنوعة التي يمكن استخدامها لاكتشاف حجم وشدة توسع الشريان التاجي وتعتبر طريقة تصوير الاوعية من أكثر الطرق شيوعا لاكتشاف هذا المرض حيث تعتبر إجراء يتم فيه ادخال صبغة التباين في الاوعية واخذ الاشعة السينية لها مما يسمح برؤيتها وتمكن هذه الطريقة الأطباء أن يعرفوا حجم وموقع وعدد الاوعية التي تأثرت بالمرض كما يمكن أيضا تحليلها بطرق أخرى مثل استخدام الموجات الفوق صوتية داخل الاوعية والتصوير بالرنين المغناطيسي وباستخدام تلك الطرق، تم اكتشاف ان المرض عادة ما يحدث في الشريان التاجي الأيمن، يتبعه الشريان الهابط الامامي الايسر والشريان الايسر الامامي المغلق كما يمكن باستخدام هذه الطرق تقسيم توسع الشريان التاجي إلى أربعة أنواع مختلفة النوع الأول: انتشاره في 2-3 من الاوعية المختلفة. النوع الثاني: مرض منتشر في وعاء ومرض اخر موضعي. النوع الثالث: مرض منتشر في وعاء واحد. النوع الرابع: توسع وعائي موضعي أو كلي.
العلاج:
عادة ما يتم علاج توسع الشريان التاجي بالتزامن مع علاجات امراض القلب الأخرى كتصلب الشرايين وارتفاع ضغط الدم ولتجنب تكون جلطات الدم وانسداد الاوعية الدموية يتم عادة علاج المرضى بمضاد التخثر (كأدوية الوارفارين والاسبرين) كما يمكن ان يعالج أيضا بعلاج مضاد لتشنج مثل حاصرات قنوات الكالسيوم ويستجيب الشريان التاجي أيضا إلى العقاقير كعقاقير ستاتين ومثبط الانزيم المحول للانجيوتنسين.